# Висячая строка

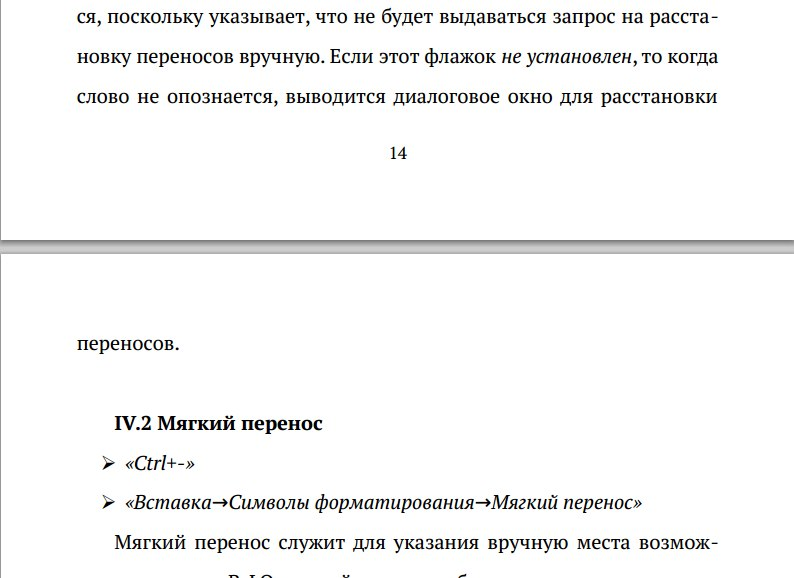
Пример висячей строки («переносов»)

«Висячая» строка в типографской практике — конечная строка абзаца, расположенная в начале полосы или колонки, а также начальная строка абзаца, оказавшаяся в конце полосы или колонки. То есть это строка, которая «оторвана» от своего абзаца и «висит» в одиночестве на предыдущей или последующей странице.
Профессиональное отношение к висячим строкам отрицательно, но полного запрета на висячие строки нет — они допустимы в газетной вёрстке, в оперативной полиграфии и в тому подобных случаях при условии, что верхняя висячая строка не короче ⅔ формата набора (то есть ширины текста), а строка перед нижней висячей строкой также не меньше ⅔ формата набора. То есть, висячая строка не должна быть слишком короткой.
Причины неприязни к «висячим» строкам отчасти эстетические (они искажают внешний вид полосы набора, лишая её традиционной прямоугольной формы), отчасти же технические — они ухудшают удобочитаемость текста, перенося начальную или конечную строку абзаца на другую страницу. Ян Чихольд писал, что они «способны оскорбить и глаз, и разум».
Концевая строка — это последняя строка абзаца. Современные правила лишь допускают оканчивать полосу концевой строкой, начинать полосу абзацной строкой, а также размещать в конце или начале полосы абзац из одной строки (например, в прямой речи, когда строка является одновременно и концевой и абзацной).
Кроме того, допускается начинать полосу короткими строками в математических рассуждениях (например, между формулами часто встречаются строки типа «и», «или», «здесь» и другие).
«Висячие» строки в процессе вёрстки уничтожают, используя приёмы выгонки и вгонки строк либо уменьшая (увеличивая) полосу на одну строку.
Проблему висячих строк можно решить следующими способами:
- можно прибегнуть к выгонке и вгонке — манипуляциям с межсловными и межбуквенными интервалами, чтобы «втянуть хвост»;
- литературная и техническая правка. Это возможно при вёрстке собственного сочинения, но может быть затруднено или невозможно при вёрстке произведений других авторов, и невозможно с произведениями авторов, которых уже нет в живых;
- можно увеличить интервал между абзацами (Чихольд говорит об этом: «такой подход противоречит нормам хорошего книгопечатания»[источник не указан 1617 дней]);
- можно увеличить предыдущую полосу на одну строку или уменьшить текущую полосу на одну строку: во втором случае возникнет «слепая» строка, но зато «не возникает разнобоя в числе строк». В применении этого приёма Чихольд ссылается на практику XVIII—XIX веков.

Однако это радикальные методы; предполагается, что прежде, чем прибегнуть к ним, верстальщик попытается решить проблему конкретного абзаца частными средствами.

## Жаргонные названия
В справочной литературе различают «верхнюю висячую строку» (англ. widow — вдова) и «нижнюю висячую строку» (англ. orphan — сирота). На русском типографском жаргоне и то и другое иногда называли «блядской строкой».